# Óscar Meléndez

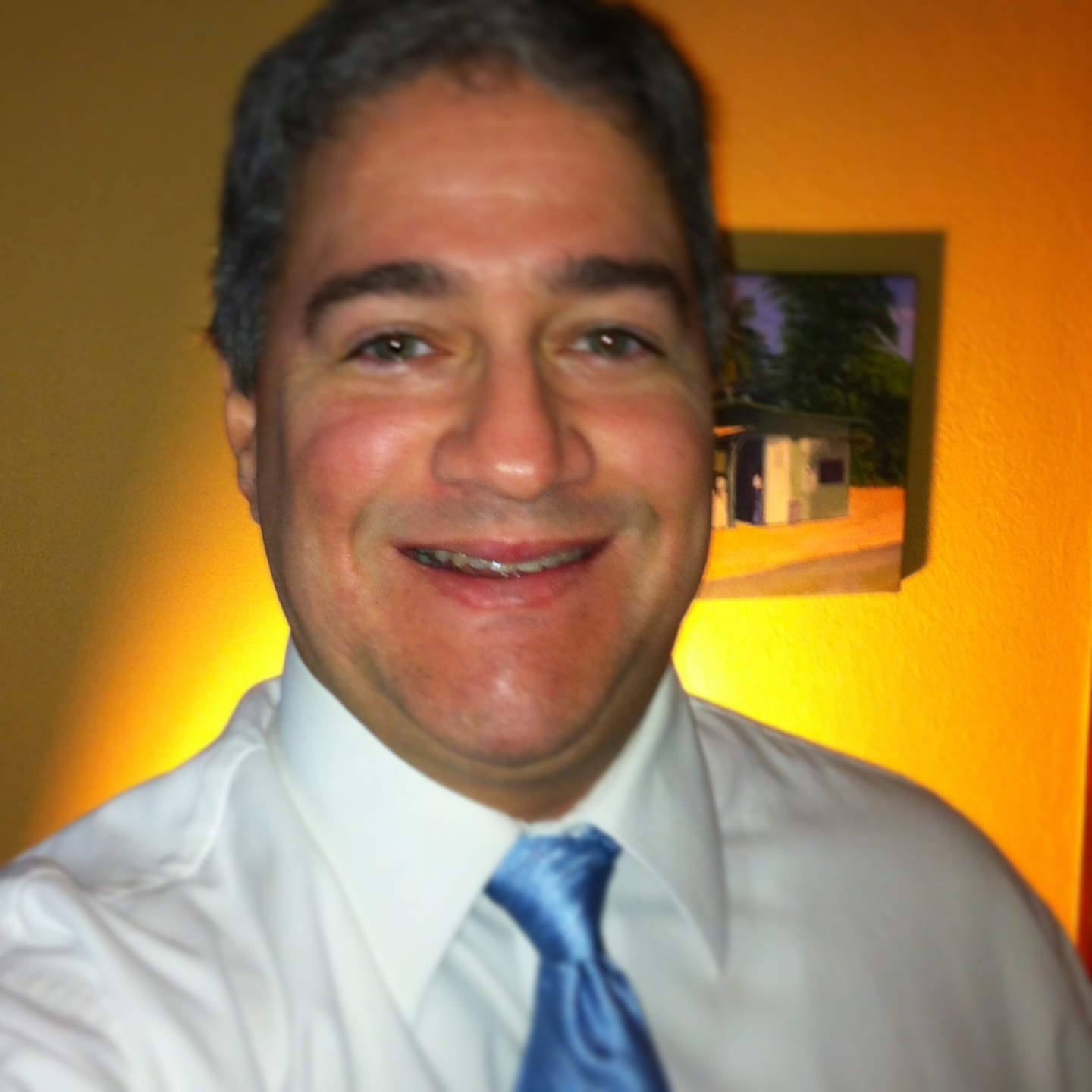
Óscar Meléndez en 2013

Oscar Orlando Meléndez Saurí (21 de marzo de 1966, San Juan de Puerto Rico), es un cantante y abogado puertorriqueño, fue integrante del grupo Menudo que se unió a sus dos hermanos Carlos y Ricky que también fueron parte integrante de dicha agrupación.  El grupo original Menudo estaba compuesto por los ya mencionados hermanos Meléndez y los hermanos Sallaberry, Oscar Neftalí y Fernando. 
Cursó estudios de escuela superior hasta mayo de 1984 en la Escuela Secundaria de la Universidad de Puerto Rico. En 1983, junto a sus compañeros del equipo de voleibol senior, ganó el campeonato de la Alianza. Estudió Administración de Empresas con concentración en mercadeo y luego Derecho en la Universidad de Puerto Rico.  Comenzó a trabajar como oficial jurídico mientras estudiaba Derecho, en la firma Goldman Antonetti & Cordova, hasta el año 1998.  Actualmente está retirado de la música y se desempeña en su carrera profesional como abogado en Puerto Rico (territorio no incorporado de los Estados Unidos de América). Junto a su socio John Malley, es dueño de la firma Malley Tamargo & Melendez Sauri, LLC.
- Datos: Q6174878